# Austria na Zimowych Igrzyskach Olimpijskich 1932
Austrię na Zimowych Igrzyskach Olimpijskich 1932 reprezentowało 7 zawodników.

## Zdobyte medale
| Medal  | Zawodnik      | Dyscyplina           | Konkurencja      |
| ------ | ------------- | -------------------- | ---------------- |
| Złoto  | Karl Schäfer  | Łyżwiarstwo figurowe | singiel mężczyzn |
| Srebro | Fritzi Burger | Łyżwiarstwo figurowe | singiel kobiet   |

## Skład kadry

### Biegi narciarskie
Mężczyźni
| Konkurencja   | Zawodnik          | czas      | Pozycja |
| ------------- | ----------------- | --------- | ------- |
| Bieg na 18 km | Harald Bosio      | 1:38:23,0 | 21.     |
| Bieg na 18 km | Harald Paumgarten | 1:41:20,0 | 29.     |
| Bieg na 18 km | Gregor Höll       | 1:55:18,0 | 41.     |

### Bobsleje
Mężczyźni
| Osada | Zawodnik                                | Konkurencja | Ślizg 1 | Ślizg 2 | Ślizg 3 | Ślizg 4 | Łącznie | Pozycja |
| ----- | --------------------------------------- | ----------- | ------- | ------- | ------- | ------- | ------- | ------- |
| AUT-1 | Hugo Weinstengel Johann Baptist Gudenus | Dwójki      | 2:23:83 | 2:21:82 | 2:16:19 | 2:14:58 | 9:16,42 | 12.     |

### Kombinacja norweska
Mężczyźni
| Zawodnik          | Konkurencja   | Bieg narciarski | Bieg narciarski | Bieg narciarski | Skoki narciarskie | Skoki narciarskie | Skoki narciarskie | Skoki narciarskie | Łącznie | Pozycja |
| Zawodnik          | Konkurencja   | Czas biegu      | Pozycja         | Punkty          | Skok 1            | Skok 2            | Punkty            | Pozycja           | Łącznie | Pozycja |
| ----------------- | ------------- | --------------- | --------------- | --------------- | ----------------- | ----------------- | ----------------- | ----------------- | ------- | ------- |
| Harald Paumgarten | Indywidualnie | 1:41:20,0       | 15.             | 172,50          | 38,5              | 45,0              | 169,7             | 25.               | 342,20  | 18.     |
| Harald Bosio      | Indywidualnie | 1:38:23,0       | 10.             | 186,00          | 49,5 (upadek)     | 49,5              | 112,7             | 30.               | 298,70  | 29.     |
| Gregor Höll       | Indywidualnie | 1:55:18,0       | 28.             | 114,00          | 55,0 (upadek)     | 57,0 (upadek)     | 71,0              | 33,0              | 185,00  | 33.     |

### Łyżwiarstwo figurowe
| Zawodnik      | Konkurencja | Nota   | Pozycja |
| ------------- | ----------- | ------ | ------- |
| Karl Schäfer  | Soliści     | 2602,0 | złoto   |
| Fritzi Burger | Solistki    | 2167,1 | srebro  |

### Skoki narciarskie
Mężczyźni
| Skoczek           | Skok 1        | Skok 1 | Skok 2                   | Skok 2                   | Nota                     | Pozycja                  |
| Skoczek           | odległość     | Nota   | odległość                | Nota                     | Nota                     | Pozycja                  |
| ----------------- | ------------- | ------ | ------------------------ | ------------------------ | ------------------------ | ------------------------ |
| Harald Paumgarten | 42,5          | 80,7   | 46,5                     | 82,7                     | 163,4                    | 25.                      |
| Harald Bosio      | 68,0 (upadek) | 29,0   | Nie ukończył konkurencji | Nie ukończył konkurencji | Nie ukończył konkurencji | Nie ukończył konkurencji |